# Malta na Letnich Igrzyskach Olimpijskich 2000
Maltę na Letnich Igrzyskach Olimpijskich 2000 reprezentowało 7 zawodników, 4 mężczyzn i 3 kobiety.

## Lekkoatletyka
- Mario Bonello – bieg mężczyzn na 100 m (odpadł w 1 rundzie eliminacji)
- Suzanne Spiteri – bieg kobiet na 100 m (odpadła w 1 rundzie eliminacji)

## Judo
- Laurie Pace

## Pływanie
- John Tabone – 400 m mężczyzn stylem zmiennym (odpadł w kwalifikacjach)
- Angela Galea – 100 m kobiet stylem motylkowym (odpadła w kwalifikacjach)

## Strzelectwo
- Frans Pace

## Żeglarstwo
- Mario Aquilina – 37. miejsce